# 松浦章
松浦 章（まつうら あきら、1947年 - ）は、日本の歴史学者。専門は明清史、中国近代史。関西大学文学部教授を経て、同大名誉教授。

## 経歴
関西大学文学部史学科で学び、1969年に卒業。同大学大学院文学研究科に進み、1976年に博士課程を満期退学した。
関西大学文学部講師となり、後に助教授、1988年に教授昇格。1989年に学位論文『清代海外貿易史の研究』を関西大学に提出して文学博士号を取得。2011年に再び博士論文『近世東アジア海域の文化交渉』を関西大学に提出して博士（文化交渉学）を取得した。2017年に関西大学を定年退職し名誉教授となった。

## 受賞・栄典
- 1987年：東方学会賞
- 2006年：中国第21届全国古籍出版社2005年優秀古籍図書二等賞

## 著作
単著
- 『中国の海賊』東方書店 1995
- 『清代海外貿易史の研究』朋友書店 2002
- 『中国の海商と海賊』山川出版社(世界史リブレット) 2003
- 『清代中国琉球貿易史の研究』榕樹書林 2003
- 『清代上海沙船航運業史の研究』関西大学出版部 2004
- 『近代日本中国台湾航路の研究』清文堂出版 2005
- 『江戸時代唐船による日中文化交流』思文閣出版 2007
- 『東アジア海域の海賊と琉球』榕樹書林、2008
- 『清代内河水運史の研究』関西大学出版部、2009
- 『海外情報からみる東アジア 唐船風説書の世界』清文堂出版、2009
- 『清代帆船沿海航運史の研究』関西大学出版部、2010
- 『近世東アジア海域の文化交渉』思文閣出版、2010
- 『清代中国琉球交渉史の研究』関西大学出版部、2011
- 『近世東アジア海域の帆船と文化交渉』関西大学出版部 2013
- 『汽船の時代 近代東アジア海域』清文堂出版 2013
- 『近世中国朝鮮交渉史の研究』思文閣出版 2013

外国語訳された著作
- 『明清時代中国與朝鮮的交流-朝鮮使節與漂着船』（台北・楽学書局、2002）
- 『日治時期臺灣海運發展史』卞鳳奎訳（台北・博揚文化事業有限公司、2002）
- 『東亞海域與臺灣的海盜』卞鳳奎訳（台北・博揚文化事業有限公司、2008）

共編著
- 『文政九年遠州漂着得泰船資料』関西大学出版部 1986
- 『遐邇貫珍の研究』内田慶市・沈国威著、関西大学出版部 2004

編著
- 『寛政元年土佐漂着安利船資料』関西大学出版部 1989
- 『文化五年土佐漂着江南商船郁長發資料』関西大学出版部 1989
- 『文政十年土佐漂着江南商船蒋元利資料』関西大学出版部 2006
- 『安政二・三年漂流小唐船資料』関西大学出版部 2008